# Бадфоль-д’Анс
Бадфо́ль-д’Анс или Бандфольс-д'Ан(фр. Badefols-d'Ans) — коммуна во Франции, находится в регионе Аквитания. Департамент — Дордонь. Входит в состав кантона От-Перигор-Нуар. Округ коммуны — Перигё.
Код INSEE коммуны — 24021.

## География

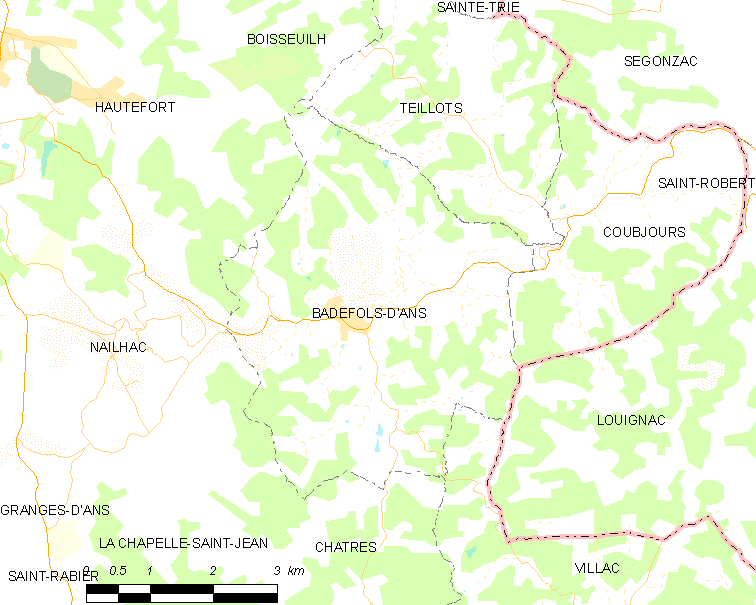
Карта коммуны

Коммуна расположена приблизительно в 420 км к югу от Парижа, в 150 км восточнее Бордо, в 38 км к востоку от Перигё.
На северо-востоке коммуны протекает река Лурд.

### Климат
Климат умеренный океанический со средним уровнем осадков, которые выпадают преимущественно зимой. Лето здесь долгое и тёплое, однако также довольно влажное, здесь не бывает регулярных периодов летней засухи. Средняя температура января — 5 °C, июля — 18 °C. Изредка вследствие стечения неблагоприятных погодных условий может наблюдаться непродолжительная засуха или случаются поздние заморозки. Климат меняется очень часто, как в течение сезона, так и год от года.

## Население
Население коммуны на 2010 год составляло 471 человек.
| 1962 | 1968 | 1975 | 1982 | 1990 | 1999 | 2010 |
| ---- | ---- | ---- | ---- | ---- | ---- | ---- |
| 567  | 545  | 518  | 511  | 451  | 457  | 471  |

## Администрация
| Период | Период | Фамилия    | Партия                                    | Примечания          |
| ------ | ------ | ---------- | ----------------------------------------- | ------------------- |
| 1989   | 2001   | Жерар Дебе |                                           |                     |
| 2001   | 2008   | Робер Сеги |                                           | торговец, пенсионер |
| 2008   | 2020   | Жерар Дебе | Разные правые → Союз за народное движение | фермер, пенсионер   |

## Экономика
В 2010 году среди 302 человек трудоспособного возраста (15—64 лет) 211 были экономически активными, 91 — неактивными (показатель активности — 69,9 %, в 1999 году было 66,7 %). Из 211 активных жителей работали 168 человек (90 мужчин и 78 женщин), безработных было 43 (18 мужчин и 25 женщин). Среди 91 неактивных 15 человек были учениками или студентами, 50 — пенсионерами, 26 были неактивными по другим причинам.

## Достопримечательности
- Церковь Свв. Винсента и Клода (XII век). Исторический памятник с 1948 года[6]
- Замок Бадфоль-д’Анс (XIV век). Исторический памятник с 2007 года[7]

## Города-побратимы
- Анс (Бельгия, с 1999)

## Фотогалерея

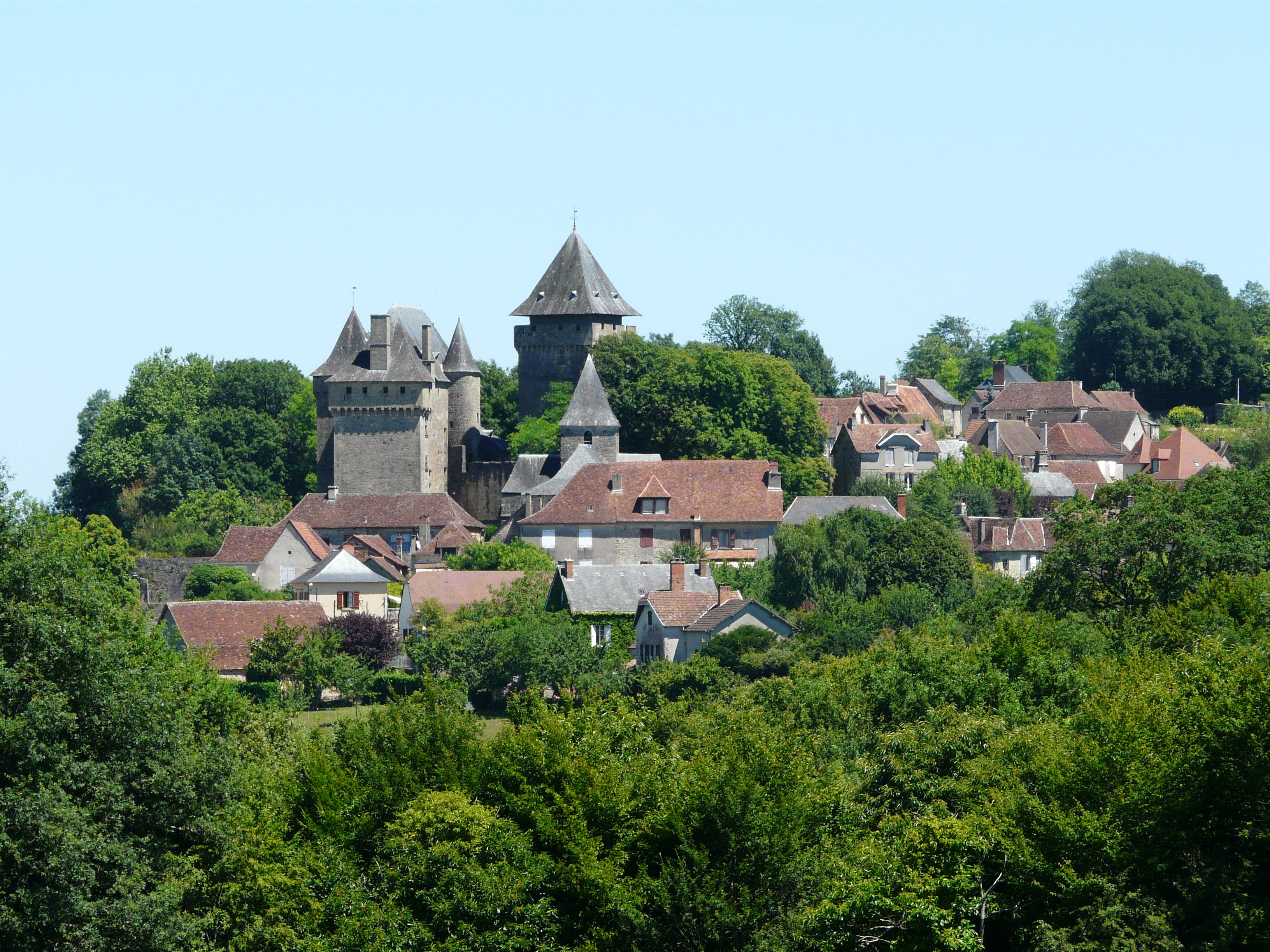
Бадфоль-д’Анс
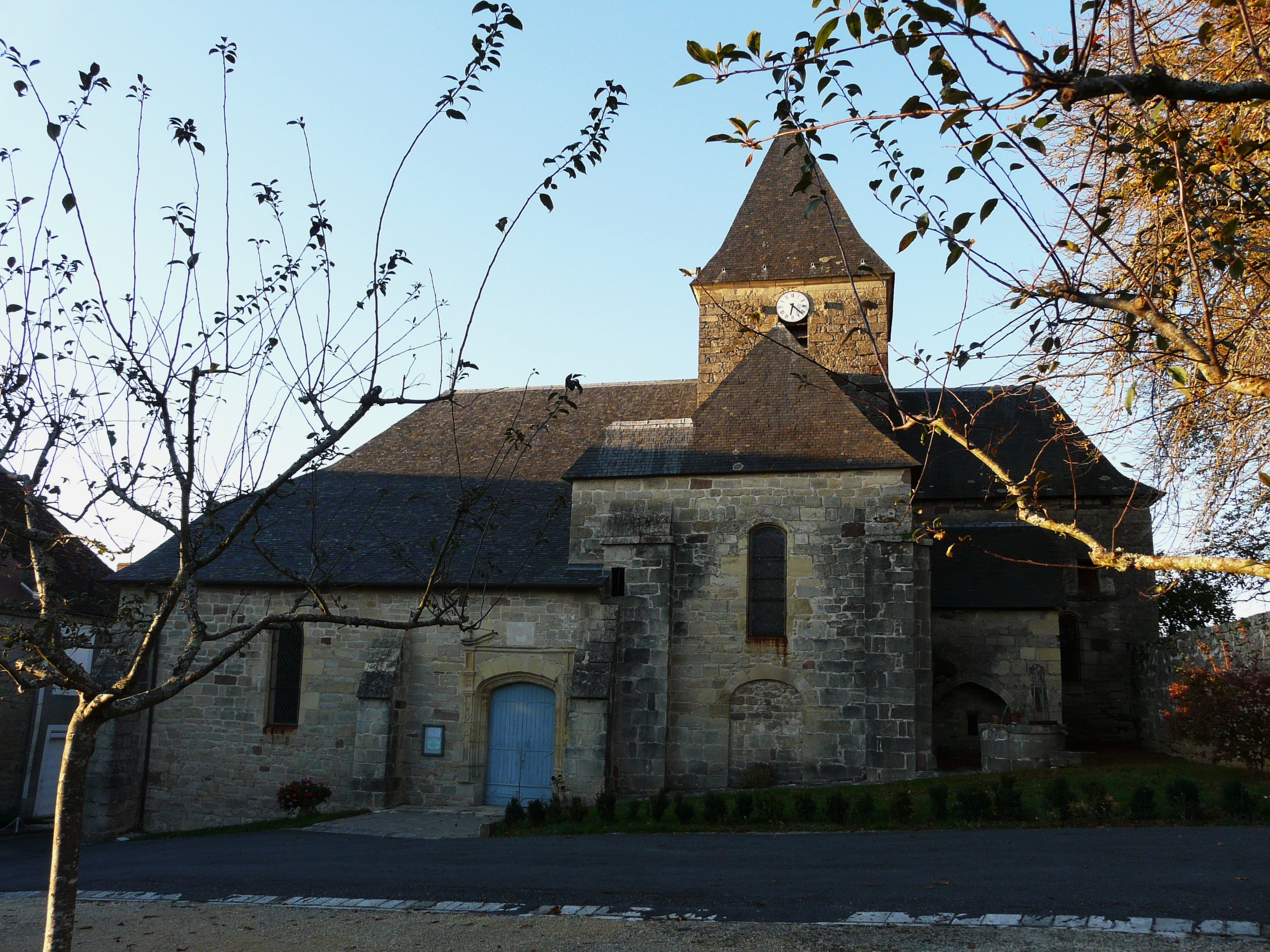
Церковь Свв. Винсента и Клода
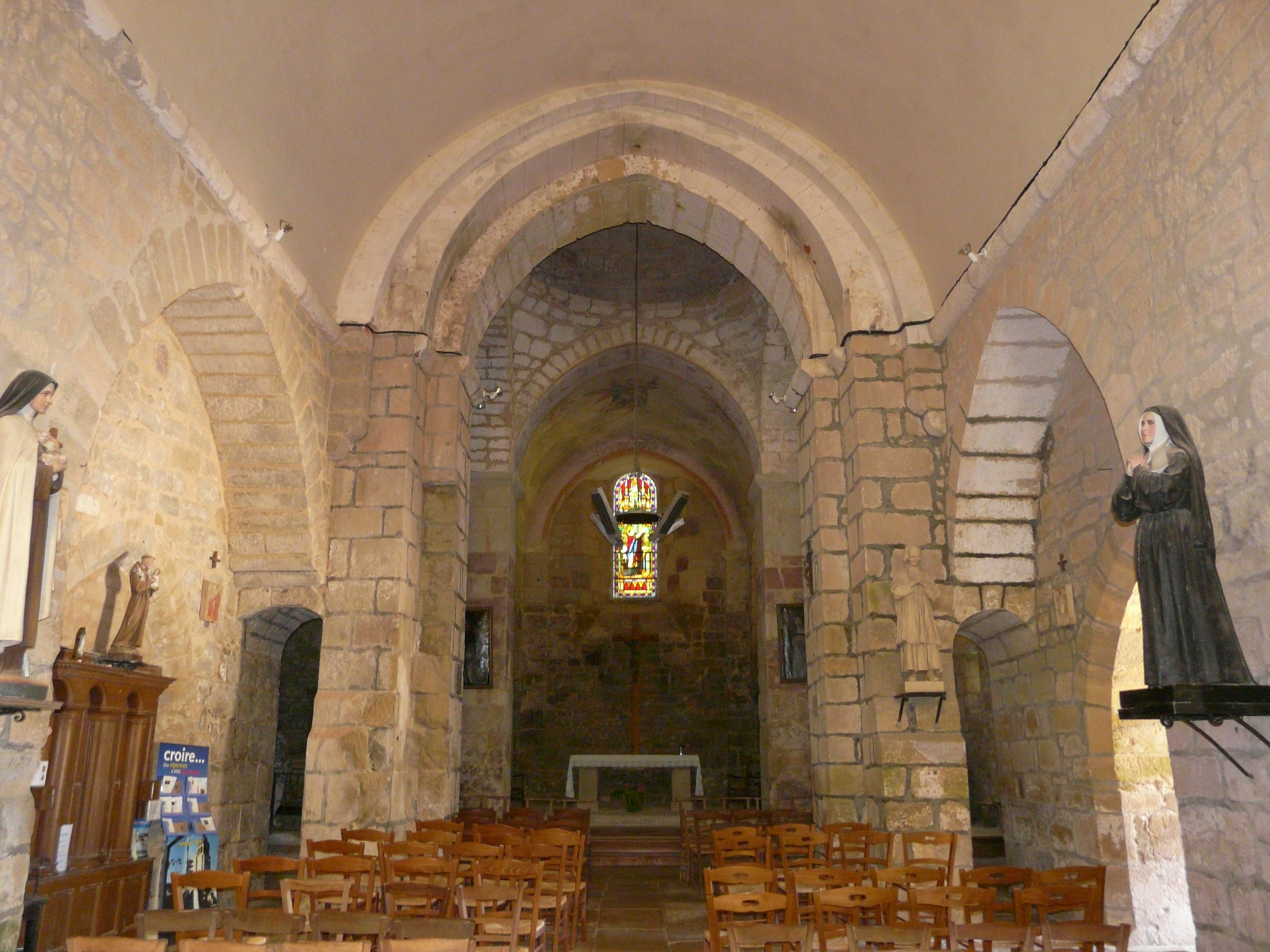
Интерьер церкви
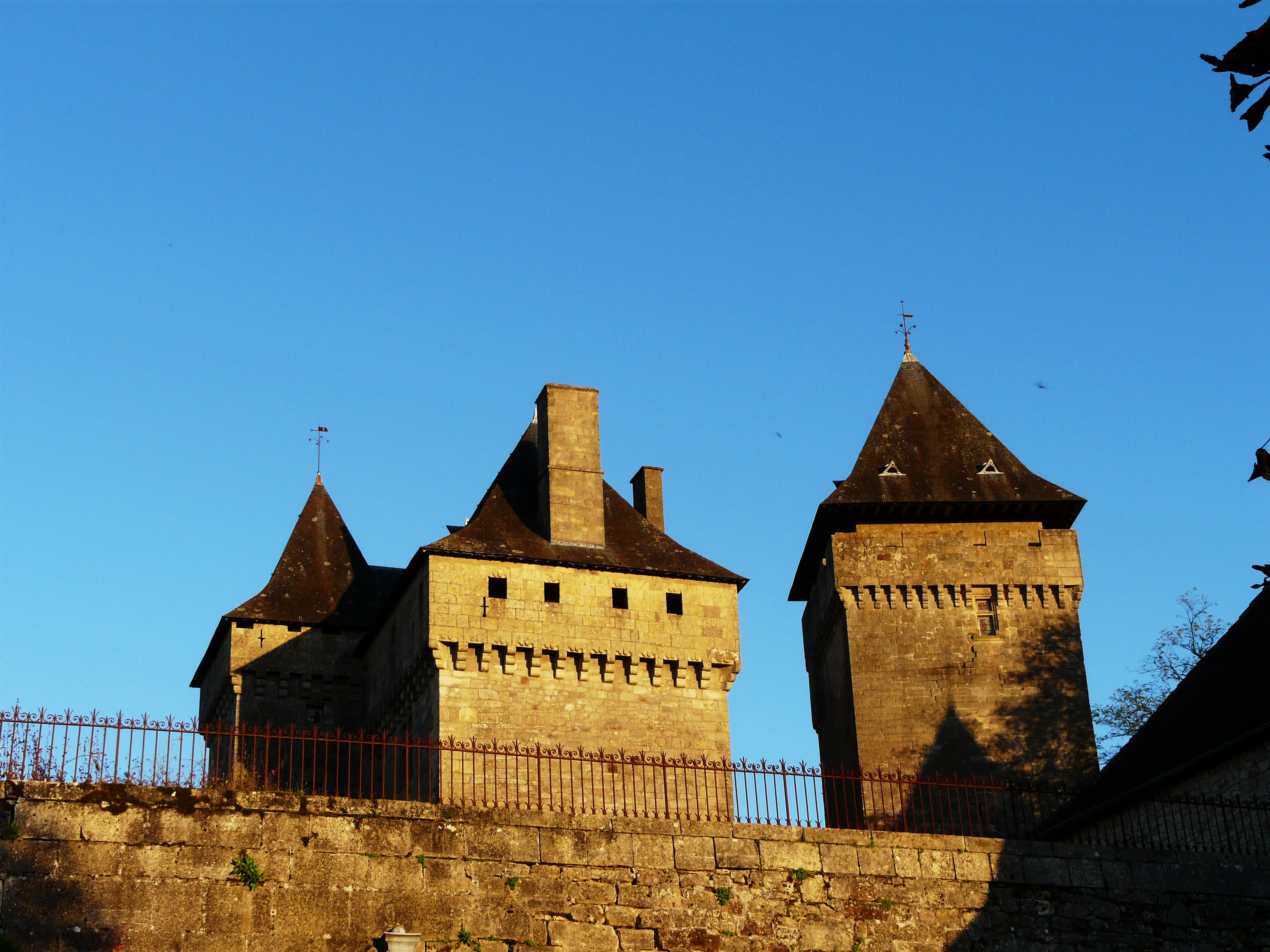
Замок Бадфоль-д’Анс
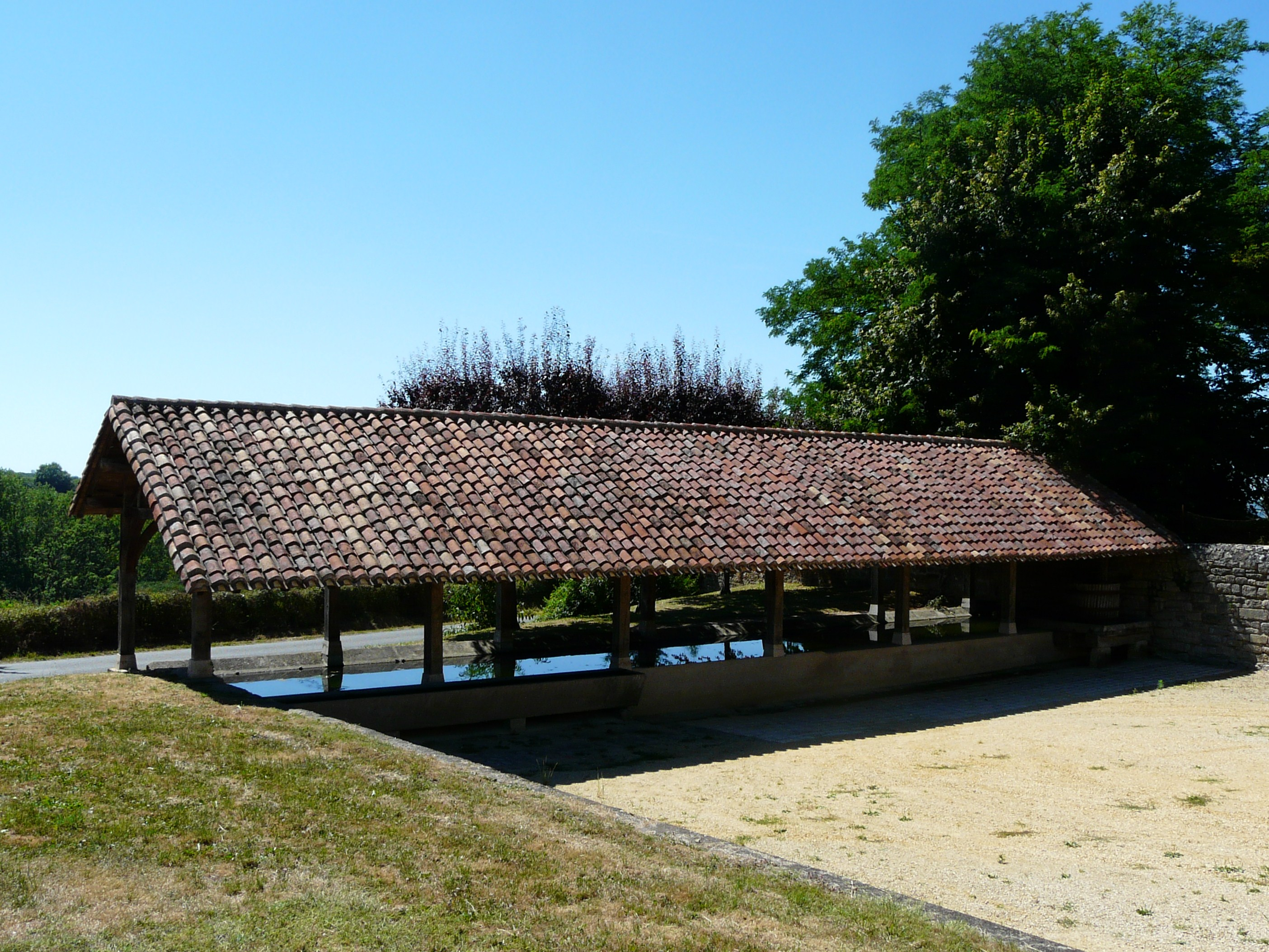
Общественная прачечная